# بعثة مراقبي الأمم المتحدة في ليبريا
كانت بعثة مراقبي الأمم المتحدة في ليبريا إحدى بعثات الأمم المتحدة لحفظ السلام في ليبريا. تأسست بموجب القرار 866 (1993) ومقرها في العاصمة مونروفيا.
تم إنشاء بعثة مراقبي الأمم المتحدة كجزء من اتفاق كوتونو لدعم جهود الجماعة الاقتصادية لدول غرب أفريقيا في ليبيريا خلال الحرب الأهلية الليبيرية الأولى كانت ولايتها الأولية هي رصد تنفيذ اتفاقات السلام بين الأطراف الليبرية، والتحقيق في انتهاكات وقف إطلاق النار، والمساعدة في صيانة مواقع التجمع وتسريح المقاتلين، وتيسير المساعدة الإنسانية، والتحقيق في انتهاكات حقوق الإنسان، ورصد العملية الانتخابية.  وخلال ولايتها، قامت البعثة بأعمال لوجستية بينما وفرت الجماعة الاقتصادية لدول غرب أفريقيا الأمن، واضطلعت بحملات إعلامية بهدف توعية الناخبين. 
وحلت محلها بعثة الأمم المتحدة في ليبيريا، التي تأسست في سبتمبر 2003.

## روابط خارجية
- موقع البعثة